# European Masters League
Die European Masters League war eine einmalig ausgetragene Snooker-Liga auf Einladungsbasis im Rahmen der Saison 1990/91. Das Turnier wurde im Juni 1991 an verschiedenen Orten ausgetragen. Sieger wurde der Engländer Steve Davis, der auf der Abschlusstabelle vor dem Thailänder James Wattana den ersten Platz belegte. Zugleich spielte er mit einem 140er-Break das höchste Break und das einzige Century Break des Turnieres.

## Preisgeld
Gesponsert wurde das Turnier von der Zeitschrift The European. Insgesamt gab es ein Preisgeld von 15.000 Pfund Sterling zu gewinnen, das vollständig an den Sieger ausgezahlt wurde.

## Turnierverlauf
Zum Turnier wurden insgesamt vier Spieler eingeladen: Der in den 1980er-Jahren dominierende und sechsfache Weltmeister Steve Davis, sein englischer Landsmann Jimmy White, der bereits mehrfach Vizeweltmeister war, der thailändische Spieler James Wattana sowie der junge Malteser Tony Drago. Sie alle spielten in einem einfachen Rundenturnier jeweils acht Frames gegeneinander, bevor aus der am Ende berechneten Rangliste der Sieger entnommen wurde.
| Platz | Spieler       | Partien | S | N | Frames |
| ----- | ------------- | ------- | - | - | ------ |
| 1     | Steve Davis   | 3       | 3 | 0 | 17:7   |
| 2     | James Wattana | 3       | 2 | 1 | 15:9   |
| 3     | Tony Drago    | 3       | 1 | 2 | 10:14  |
| 4     | Jimmy White   | 3       | 0 | 3 | 6:18   |

| Spiel | Spieler 1     | Ergebnis | Spieler 2     |
| ----- | ------------- | -------- | ------------- |
| 1     | James Wattana | 17:17    | Jimmy White   |
| 2     | James Wattana | 35:35    | Tony Drago    |
| 3     | Tony Drago    | 35:35    | Jimmy White   |
| 4     | Steve Davis   | 26:26    | Jimmy White   |
| 5     | Steve Davis   | 26:26    | Tony Drago    |
| 6     | Steve Davis   | 35:35    | James Wattana |